# Enrique d'Aoust (Henri Daoust)
Henri Daoust (Verviers, 1906 - México, 1982) fue un filólogo y pintor español nacido en Bélgica y exiliado en México tras la Guerra Civil. También es conocido con el nombre de Enrique (Enric) d'Aoust y Jacquet.

## Biografía
Henri Daoust estudió Bellas Artes en Verviers y en Lieja. Muy joven, viajó por toda Europa para formarse en su arte. Fue profesor de alemán en la Escola Normal de la Generalitat de Barcelona. Participó con Palmira Jaquetti i Isant en la recogida de canciones de algunas monografías del Cançoner Popular de Catalunya, un trabajo importante de documentación de la tradición popular catalana. Encarcelado por el general Francisco Franco tras la Guerra Civil, se exilió en México en 1940 y se dedicó a la pintura.

## Trabajo
Como filólogo, es conocido por sus numerosas apariciones en el Cançoner Popular de Catalunya (Publicacions de la Abadia de Montserrat, 1999 - 2004)
Como pintor, fue influenciado por maestros como Julio Romero de Torres y Diego Rivera. Es conocido por sus retratos magistrales que reflejan el carácter de la sociedad mexicana.

## Enlaces
- Enriquedaoust.org (esp/angl)

- Datos: Q3130916